# Anexión mexicana de Chiapas

Estado de Chiapas dentro de la República Mexicana

La Anexión mexicana de Chiapas — o la unión de Chiapas a México — fue el proceso histórico por el cual la provincia de Chiapas, bajo el control de las autoridades guatemaltecas durante la época del virreinato, se unió a la República Mexicana después de la disolución del Primer Imperio Mexicano y la declaración de independencia de las Provincias Unidas del Centro de América.
Oficialmente, Chiapas se incorporó a México el 14 de septiembre de 1824 con excepción de su distrito sureño de Soconusco el cual permaneció relativamente independiente de ambos países.
Guatemala siguió disputando la posesión mexicana de Chiapas y reclamo el Soconusco hasta 1882 cuando finalmente Guatemala aceptó la incorporación de ambas regiones a México de manera perpetua con el Tratado Herrera-Mariscal firmado por ambos países y que estableció la frontera México-Guatemala que perdura hasta el presente.

## Antecedentes
Posteriormente que dio inicio la república centroamericana este antiguo territorio guatemalteco durante la colonia administrativamente no entró en la república cuando autoridades chiapanecas detuvieron el proceso en territorio chiapaneco, iniciando así un corto periodo de rebelión.
El 23 de octubre de 1821, el alcalde de Tapachula Bartolomé de Aparicio proclama la independencia de España y también de Guatemala y declara su promoción a su incorporación a México. Es así, que al llegar Filisola a Tapachula, comunicó el 4 de septiembre de ese año de 1823 que quedaba disuelta por órdenes de México, reinstalando la diputación provisional, puso en posesión al Jefe Político Don José Manuel Rojas y obligó con el apoyo de sus armas a las autoridades a jurar obediencia al Congreso y al Ejecutivo de México, la Junta antes de ceder a la fuerza recordó reservarse al derecho de sus comitentes y poseída de justa y legítima indignación dirigió a Filisola una nota protestaroria digna de aquella respetable asamblea, en la que debemos recordar a Manuel Rojas, Carlos Castañón, Martín de Esponda, Fernando Luis Corona, Manuel Espinosa, Joaquín Miguel Gutiérrez e Ignacio Escarra, entre otros. Chiapas, como antiguo territorio constituyente de la audiencia de Guatemala, fue invitada a unirse al imperio mexicano; Agustín de Iturbide durante su periodo envió emisarios a ilusionar a los mandatarios chiapanecos para lograr la permanencia como territorio mexicano.
Guatemala por su parte mantuvo siempre su reclamo sobre todo Chiapas: Guatemala nunca aceptó la anexión de Chiapas a México en 1824 y reclamo la posesisón del Soconusco que aún no había sido anexado a México. En ciertas épocas, Guatemala llegó incluso a reclamar porciones de estados mexicanos como el sur del estado de Tabasco y el sur de la península de Yucatán en las porciones del sur de los actuales estados de Campeche y Quintana Roo.

Distrito del Soconusco dentro del estado de Chiapas

Por tanto, México tomó posesión de Chiapas desde 1824 en contra de los reclamos guatemaltecos; pero en el Soconusco ambos países mantuvieron una especie de neutralidad durante la cual el Soconusco fue independiente tanto de México como de Guatemala al tiempo que ambos países establecieron un acuerdo tácito en el que prometían respetar esta neutralidad; sin embargo, ninguno de los dos países abandono sus reclamos pero simplemente los suspendieron temporalmente.
Al tiempo, esta neutralidad se vio rota después de la disolución de la República Federal de Centro América y el establecimiento de una Guatemala independendiente, más que nada debido a que la inestabilidad política en Centroamérica provocó un influjo masivo de refugiados y exiliados políticos hacia Chiapas que eran oponentes del régimen guatemalteco y que fueron acogidos por México lo que naturalmente provocó la inconformidad de Guatemala. Tras todo esto, ambos países comenzaron de nuevo a reclamar la posesión de Chiapas y el Soconusco, con el subsecuente inicio de tensiones.
Vicente Filísola, el Jefe Político Superior de la Provincia de Guatemala de Iturbide lo traicionó y fue constantamente presionado por grupos sociales guatemaltecos que eran obsesivos partidarios de la independencia de las provincias de la antigua Capitanía General guatemalteca.
Sin embargo, el plebiscito que realizó salió contraproducente, puesto que Chiapas, incluyendo el posteriormente controversial Partido del Soconusco votan por ser parte de la República Mexicana, razón por la que a la apertura de la Asamblea Nacional Constituyente en la ciudad de La Nueva Guatemala de la Asunción, el 24 de junio de 1824, no fue ningún representante. Las élites políticas en la provincia se hallaban divididas entre volver a Guatemala o federarse con México.

"Chiapas es libre e independiente de México y de las Provincias Unidas de Centroamérica, hasta que decida su federación a uno de estos países limítrofes con ella y de quienes se haya invitada ..."
Plan de Chiapas Libre

## Incorporación a México
Es importante señalar que México siempre se preparo para violar la tregua ya mencionada y el gobierno mexicano nunca tuvo en mente permitir que Guatemala se anexara ni Chiapas ni el Soconusco: México vio la tregua tácita como una oportunidad para preparar sus planes de anexión de los territorios disputados.
Las disputas internas se resolvieron con la disolución de la Junta Suprema Provisional de Chiapas y la consecuente permanencia chiapaneca en México el 14 de septiembre de 1824 mediante un Acta de Proclamación.

"Los chiapanecos decidieron votar para federarse y formar definitivamente parte de México: Votaron 96.829 a favor de ser parte de México y 60.400 por Guatemala y 15.724 se manifestaron neutrales."
Junta Provisional de Chiapas. Acta de Federación del Estado libre de Chiapas a la República Federal de México

### Motivaciones mexicanas tras la anexión
Cabe mencionar que México siempre se preparo para violar la tregua ya mencionada y el gobierno mexicano nunca tuvo en mente permitir que Guatemala se anexara ni Chiapas ni el Soconusco: México vio la tregua tácita como una oportunidad para preparar sus planes de anexión de los territorios disputados.
México buscó anexarse Chiapas debido principalmente a los recursos naturales (madereros y minerales) que se esperaba se encontraran en esta región y que en efecto así era y también debido a que al anexar Chiapas la frontera México-Guatemala se vería reducida enormemente con lo que México solo tendría que proteger una frontera más pequeña lo que requerería menos tropas y simplificaría los intercambios México y el resto de Centroamérica y Sudamérica.
Por su parte, México también decidió buscar la anexión del Soconusco dado que este era el principal centro comercial de Chiapas y era el principal nexo comercial entre Centroamérica y México: Todo producto importado de Centroamérica a México o viceversa era importado a través de Tapachula, capital del Soconusco.

## Últimas disputas
Guatemala quedaría inconforme con la toma mexicana de la mayor parte de los territorios disputados y buscaría reclamar todo Chiapas, el sur del estado mexicano de Tabasco y parte de la península de Yucatán; pero estas inconformidades quedaron zanjadas de manera favorable a México debido principalmente a su ya mencionada victoria, aunque no terminarían oficialmente hasta que existiera un tratado diplomático formal.
Aunque Chiapas había sido ocupada por México desde 1824, uno de sus distritos ubicados al sur de la entidad y conocido el Soconusco no se incorporó de manera efectiva a México junto al resto de Chiapas ni tampoco a Guatemala y quedó en una situación indefinida, mientras que tanto el gobierno de México como el de Guatemala reclamaban la posesión de este distrito.
Con esto, Guatemala mantendría oficialmente que Chiapas y Soconusco eran parte de su territorio.

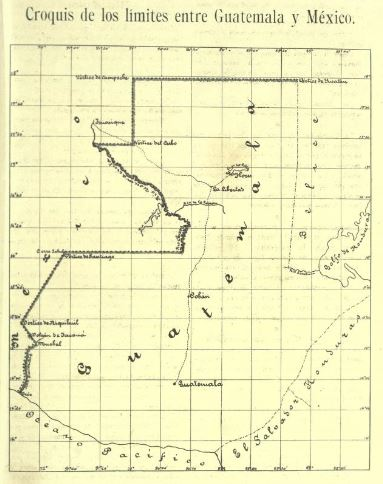
Mapa contemporáneo de la frontera final común (nótese que la frontera México-Belice aún no había sido definida)

La disputa culminaría en violencia con una serie conflictos armados fronterizos entre México y Guatemala que tuvieron lugar de 1842 y 1882; un conflicto armado y diplomático de baja intensidad en los que México surgió victorioso y tras el cual México anexaría también el Soconusco para integrarlo a su estado de Chiapas.

## Resolución
Después de la victoria mexicana en el conflicto fronterizo, tanto Guatemala como México decidieron poner fin a la disputa y entraron en negociaciones tras las cuales los dos países acordaron enviar dos comisiones compuestas de ingenieros (una de cada país) que viajaron a la zona fronteriza y demarcaron con exactitud las líneas fronterizas con las cuales ambos países estuvieron de acuerdo; este acuerdo sería oficializado con el Tratado Herrera-Mariscal firmado por ambas naciones en las cuales reconocían mutuamente la frontera común y ponían fin a toda disputa existente hasta entonces.
Con este tratado, Guatemala reconoció por fin a Chiapas y Soconusco como parte de México: Guatemala cedía a México 27,949 kilómetros cuadrados de su territorio mientras que México cedía 3,105 kilómetros cuadrados a Guatemala; con esto, México surgió desproporcianadamente beneficiado al haber recibido un territorio nueve veces mayor al que tuvo que ceder y el territorio que recibió fue el más valioso y estratégicamente importante.